# مورچه‌خورک پوزه‌دراز غربی
مورچه‌خورک پوزه‌دراز غربی (نام علمی: Zaglossus bruijni) نام یک گونه از سرده مورچه‌خورک پوزه‌دراز است.